# 胡焯
胡焯（1963年3月—），男，汉族，江西永新人，中华人民共和国政治人物。江西省委党校法律专业毕业，江西省委党校研究生学历，高级管理人员工商管理硕士，副总警监。曾任中共甘肃省委常委、政法委书记。

## 生平
1981年，胡焯在江西省人民警察学校公安专业学习，毕业后分配到江西省公安厅，1983年8月参加工作。1986年12月加入中国共产党。历任公安三处干部，科员，等职务副科长（在1990年10月到次年10月在江西省于都县任公安局副局长），户政处秘书科科长，副处长。1997年8月起先后任江西省公安厅警务督察总队副总队长，重任户政处副处长等职，并先后在中央党校和江西省委党校学习，其后历任任江西省公安厅交警总队调研员、副总队长，办公室主任等职。2004年12月，胡焯第一次到地方公安局工作，担任任南昌市公安局长，随后兼任南昌市委常委。2008年6月起再次兼任南昌市政法委书记。2011年5月，胡焯升任正厅级，先后任江西省委政法委副书记，江西省司法厅厅长。
2015年8月，胡焯跨省升任副部级，任广西壮族自治区公安厅厅长，区政府副主席。
2018年11月，胡焯第二次跨省调职，任中国共产党甘肃省委常委，政法委书记。
2022年1月，胡焯当选为甘肃省人大常委会副主任。并于2023年1月连任此职务。2023年3月，接棒吴明明，出任甘肃省总工会主席。